# Schizodactylus jimo
Schizodactylus jimo — вид прямокрилих комах родини Schizodactylidae. Описаний у 2021 році.

## Етимологія
Видовий епітет jimo походить з китайського фонетичного алфавіту Ṙ寞, що означає «самотність». Назва підкреслює, що вид відокремлений географічним бар’єром від споріднених видів.

## Поширення
Ендемік Китаю. Типові зразки вивлені неподалік річки Салуїн у міському окрузі Баошань у провінції Юньнань на півдні країни. Вони зберігаються в Музеї біології Східнокитайського педагогічного університету.

## Опис
Вид схожий на Schizodactylus salweenensis, але відрізняється за формою епіпрокта та іншими ознаками.

## Біологія
Вид населяє піщані ділянки біля річки. Коли одна особина була освітлена ліхтариком, вона розправила крила і полетіла в річку на відстань понад 5 метрів і швидко втекла, плаваючи на поверхні води.